# Gare de Chiang Mai
La gare de Chiang Mai (thaïlandais : สถานีรถไฟเชียงใหม่), est la principale gare ferroviaire de la province de Chiang Mai. Elle est située sur la rive est de la rivière Ping dans la ville de Chiang Mai.